# Lista nieistniejących afgańskich linii lotniczych
To jest lista nieistniejących afgańskich linii lotniczych.
| Linia lotnicza          | Zdjęcie | IATA | ICAO | Znak wywoławczy | Rozpoczęcie działalności | Zakończenie działalności | Uwagi                                   |
| ----------------------- | ------- | ---- | ---- | --------------- | ------------------------ | ------------------------ | --------------------------------------- |
| Ariana Afghan Airlines  |         |      |      |                 | 1955                     | 1956                     |                                         |
| Bakhtar Afghan Airlines |         | BJ   | BYJ  |                 | 1985                     | 1988                     |                                         |
| Bakhtar Alwatana        |         | FG   | FGA  |                 | 1967                     | 1985                     | Zmiana nazwy na Bakhtar Afghan Airlines |
| Balkh Airlines          |         |      | BHI  | SHARIF          | 1996                     | 1997                     |                                         |
| Bamiyan Airlines        |         |      | BHI  |                 | 1997                     | 1997                     |                                         |
| East Horizon Airlines   |         | EA   | EHN  |                 | 2013                     | 2018                     |                                         |
| Kabul Air               |         | -    | KBL  |                 | 2007                     | 2011                     |                                         |
| Khyber Afghan Airlines  |         |      | KHY  | KHYBER          | 2001                     | 2018                     |                                         |
| MarcoPolo Airlines      |         |      | MCP  | MARCOPOLO       | 2003                     | 2004                     |                                         |
| Pamir Airways           |         | PM   | PIR  |                 | 1995                     | 2011                     |                                         |
| Photros Air             |         |      | KHP  |                 | 2006                     | 2007                     |                                         |
| Safi Airways            |         | SFW  | 4Q   | SAFI AIRWAYS    | 2007                     | 2016                     |                                         |